# 4dwm
4dwm — проприетарный оконный менеджер, разработанный компанией Silicon Graphics для рабочих станций под управлением операционной системы IRIX. 4dwm основан на оконном менеджере mwm и работает поверх X Window System, используя набор инструментов Motif. Существуют другие оконные менеджеры, способоные имитировать вид и поведение 4dwm, например IceWM.